# Eulophias tanneri
Eulophias tanneri és una espècie de peix de la família dels estiquèids i de l'ordre dels perciformes.

## Descripció
- Fa 4,5 cm de llargària màxima.[7][8]

## Hàbitat i distribució geogràfica
És un peix marí, demersal (entre 119 i 124 m de fondària) i de clima temperat, el qual viu al Pacífic nord-occidental: les badies de Suruga i de Sagami a la costa pacífica de l'illa de Honshu (el Japó) i la badia de Pere el Gran al mar del Japó.

## Observacions
És inofensiu per als humans.